# قبه (گنبد) المرابطیه
گنبد یا قبه المرابطیه (به عربی: القبة المرابطیة) که با نام قبه البعدیین یا قبا البرودیین نیز شناخته می‌شود، بنای تاریخی کوچکی در شهر مراکش واقع در کشور مراکش است. این بنا توسط سلسله مرابطون در اوایل قرن دوازدهم ساخته شد. این بنا به دلیل تزئینات خارق‌العاده اش و یکی از تنها بقایای معماری این سلسله در مراکش قابل توجه است.

## تاریخ

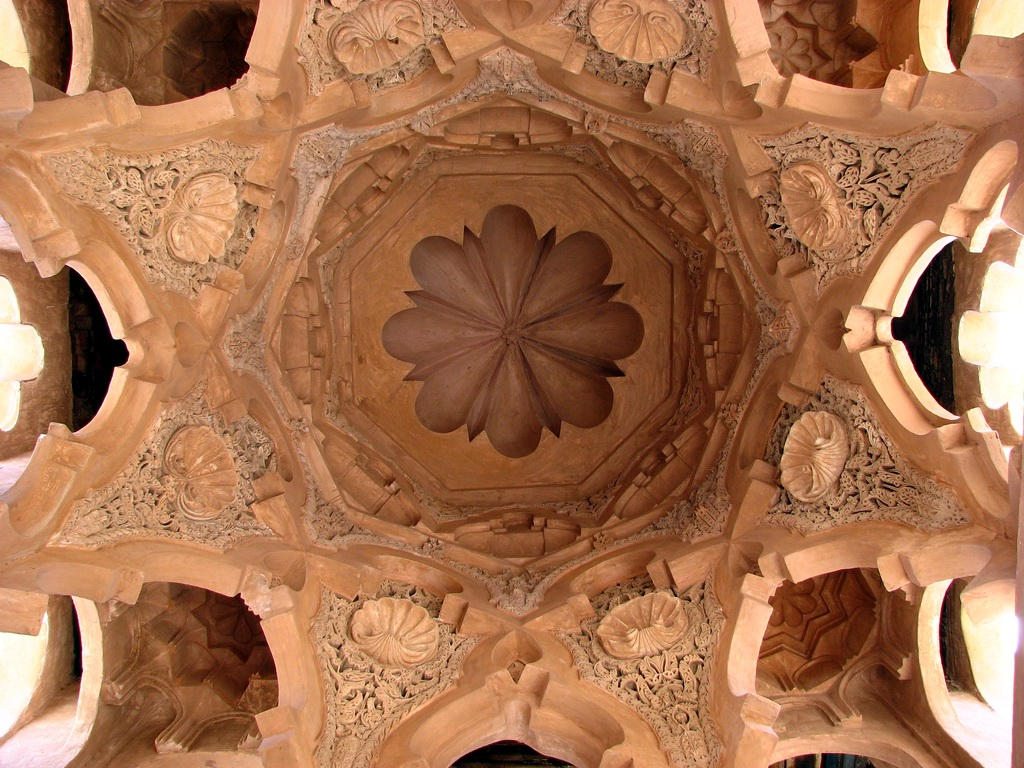
داخل گنبد کوشک گنبدی (قبل از مرمت)

این بنا در کنار موزه مراکش و در حدود ۴۰ متری جنوب مسجد بن یوسف واقع شده‌است. این گنبد تنها نمونه بازمانده از معماری مرابطون در مراکش است. این بنا در سال ۱۱۱۷ یا به احتمال زیاد در سال ۱۱۲۵ توسط حاکم این سلسله به نام علی بن یوسف ساخته شد. : ۴۳  بیشتر باستان شناسان پذیرفته‌اند که این بنا متعلق به مسجد بن یوسف، مسجد اصلی شهر در آن زمان بوده‌است و بخش، غرفه‌ای بوده‌است که برای وضو گرفتن قبل از نماز استفاده می‌شده‌است. خود مسجد نیز که در اصل توسط علی بن یوسف ساخته شده‌است، از آن زمان به‌طور کامل در قرن‌های اخیر بازسازی شده‌است. این نوع سازه برای تأمین آب در نزدیکی مسجد به نام میضاء (عربی: میضأة) به معنای محل وضو نیز شناخته می‌شد.
در دوران مدرن، این بنا برای اولین بار توسط محققان فرانسوی در سال ۱۹۴۷ توصیف و مستند شد و مورخ معماری، بوریس مازلو، یادداشت‌هایی را در مورد آن در سال ۱۹۴۸ منتشر کرد.
در سال‌های بعد، کاوش‌ها و مطالعات دقیق تری به سرپرستی هانری تراس و ژاک میونیه انجام شد. به دلیل بالا آمدن سطح زمین و ساخت سازه‌های دیگر در اطراف آن، بیش از نیمی از قبه در زیر ۷–۸ متر آوار مدفون شد.
محققان فرانسوی از هر گونه بازسازی یا مرمت قابل توجه خودداری کردند و ساختار آن را به همان شکلی که پیدا شد، رها کردند و یافته‌های خود را در دهه ۱۹۵۰ منتشر کردند. در چند دهه پس از کاوش، این بنا به یک اثر تاریخی و جاذبه گردشگری تبدیل شده‌است.

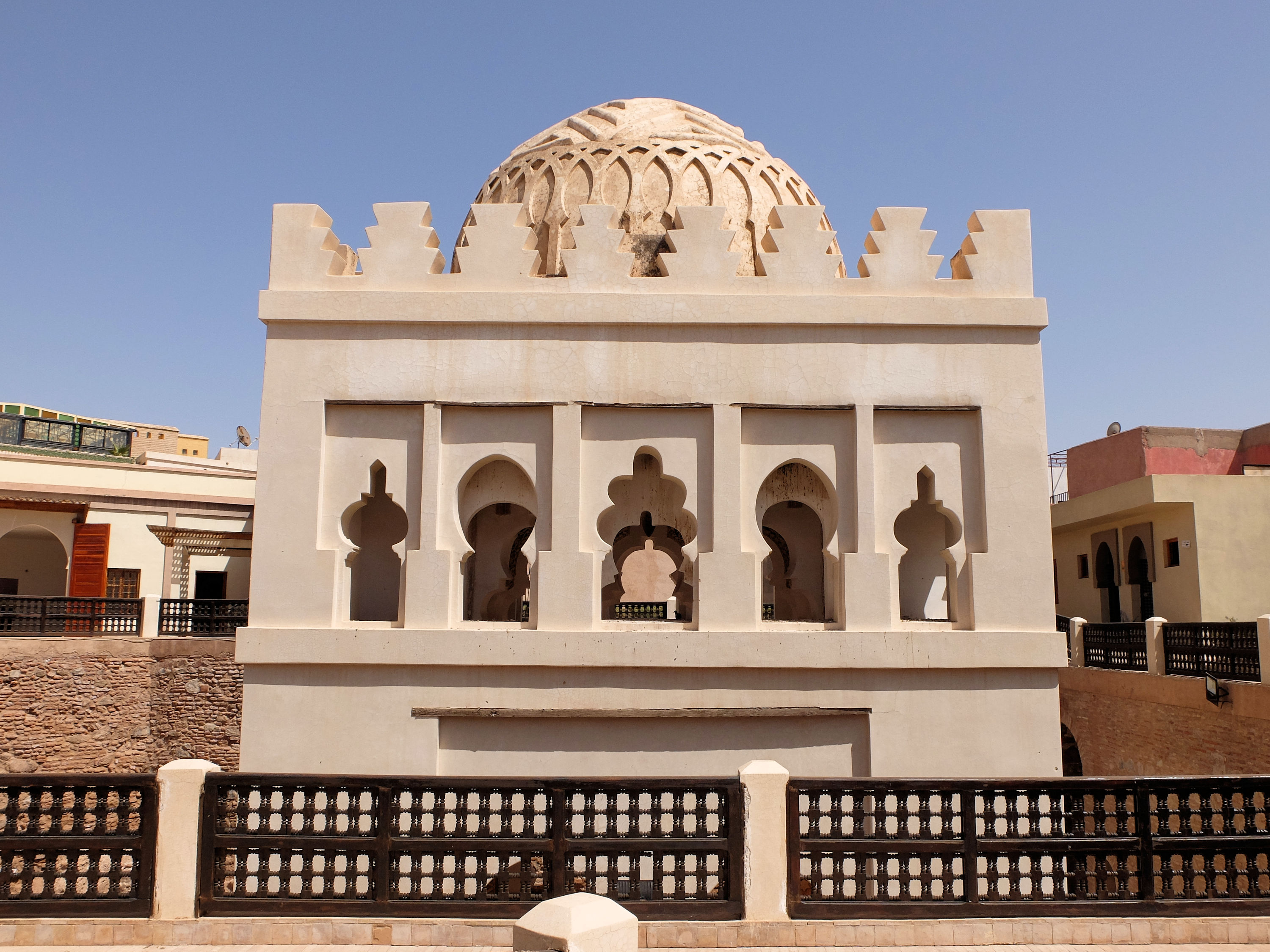
نمای قسمت بالا و پنجره ها
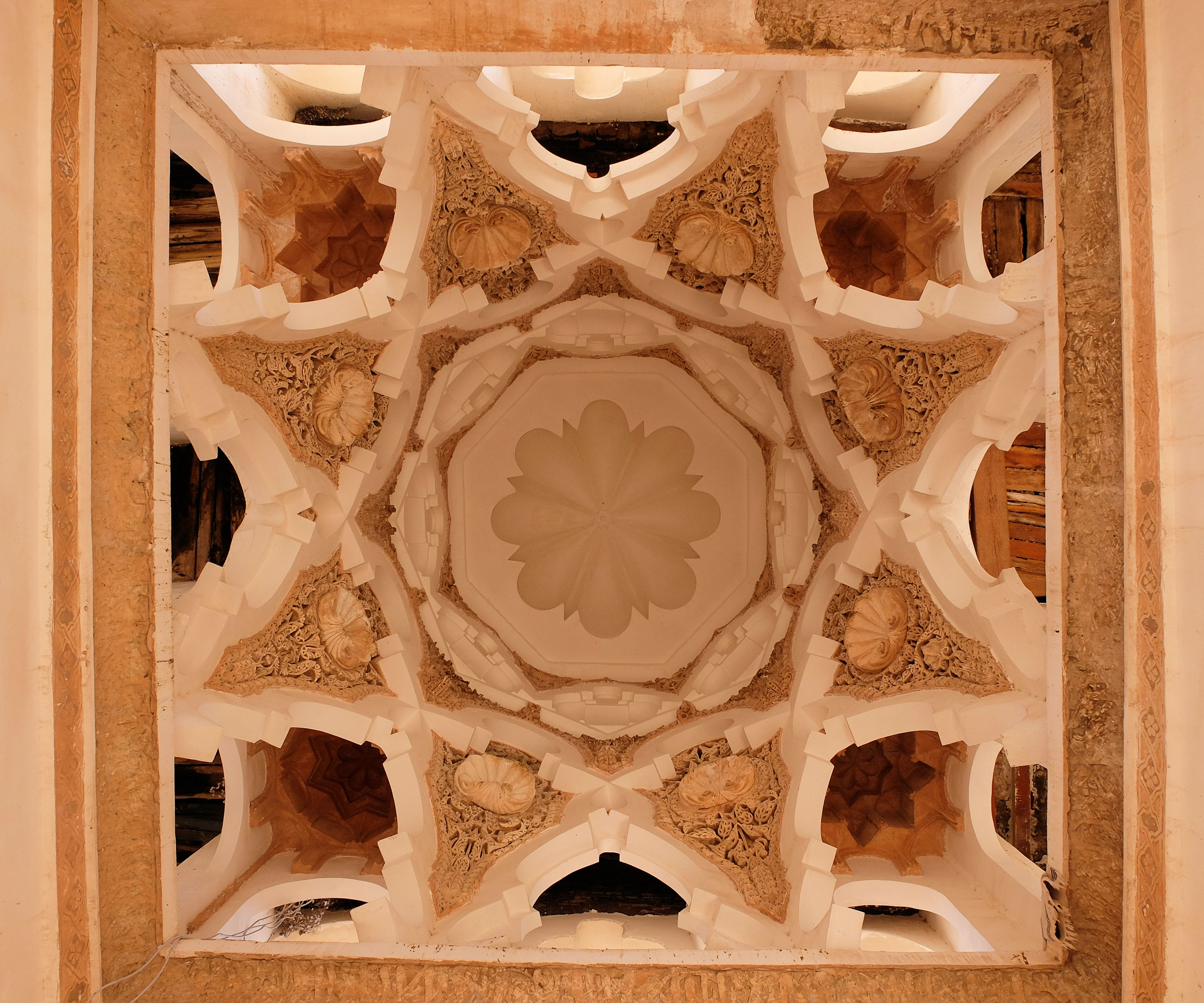
فضای داخلی گنبد اصلی
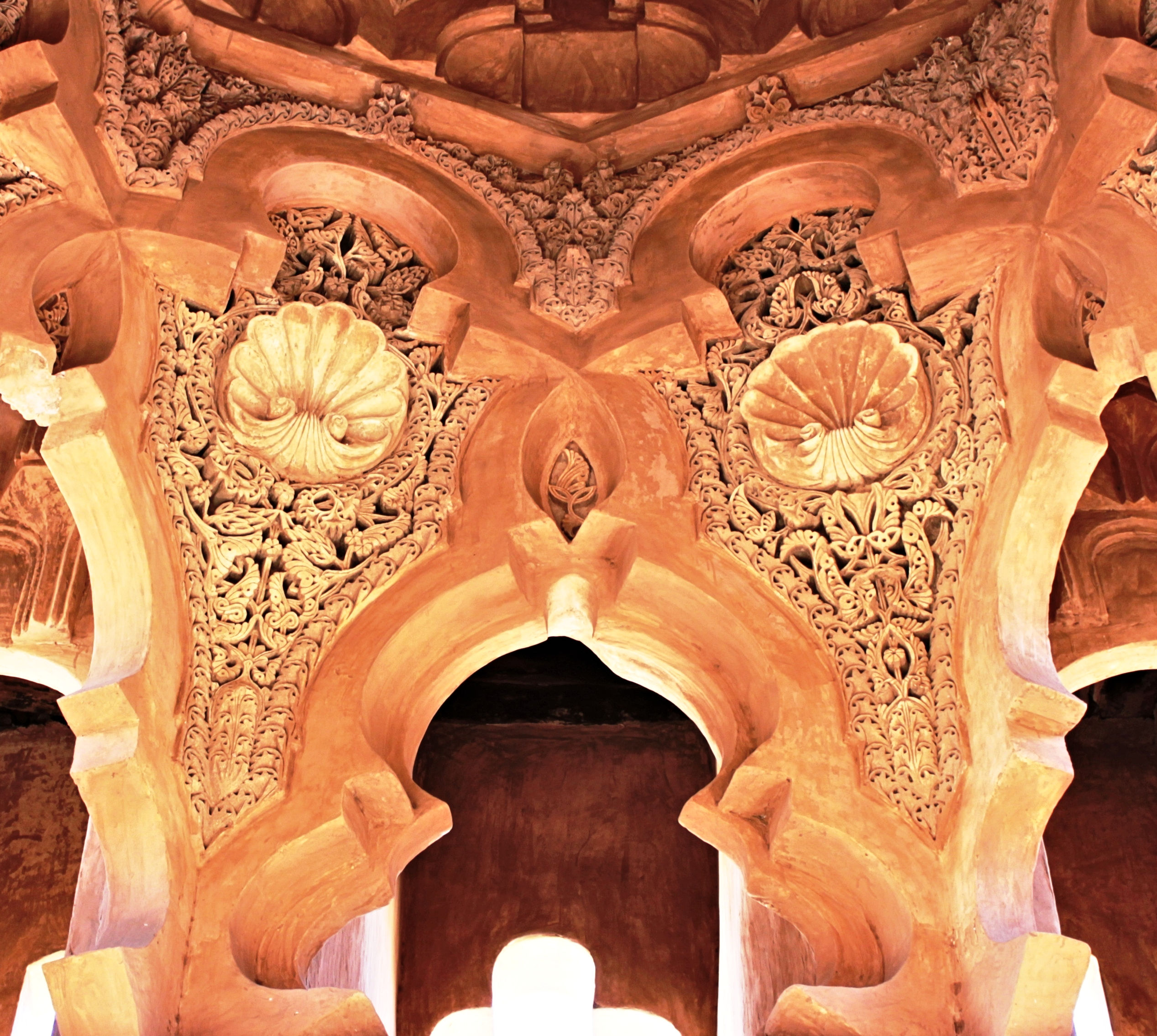
جزئیات تزئینات داخل گنبد
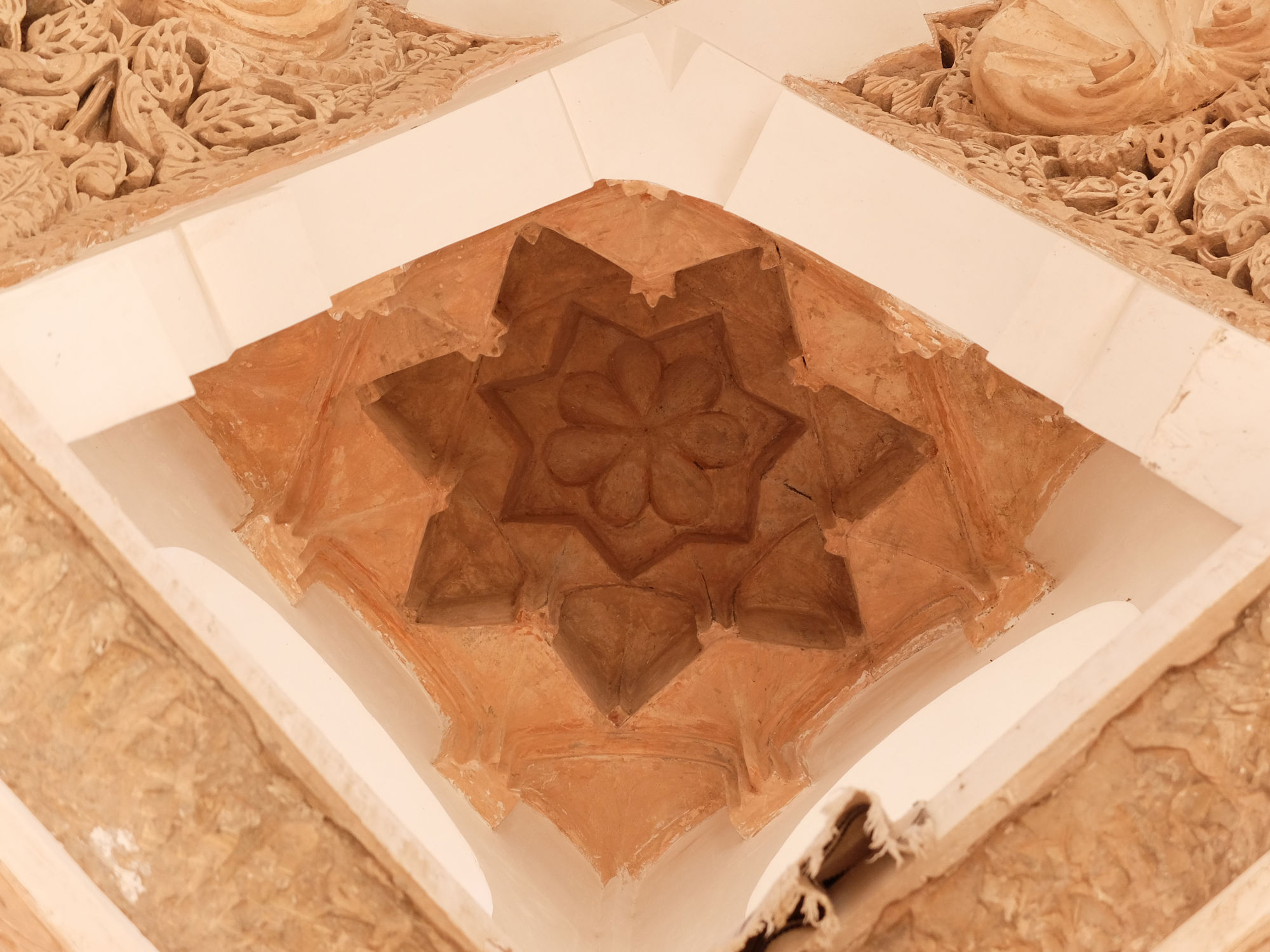
یکی از گنبدهای مقرنس کوچک در چهار گوش
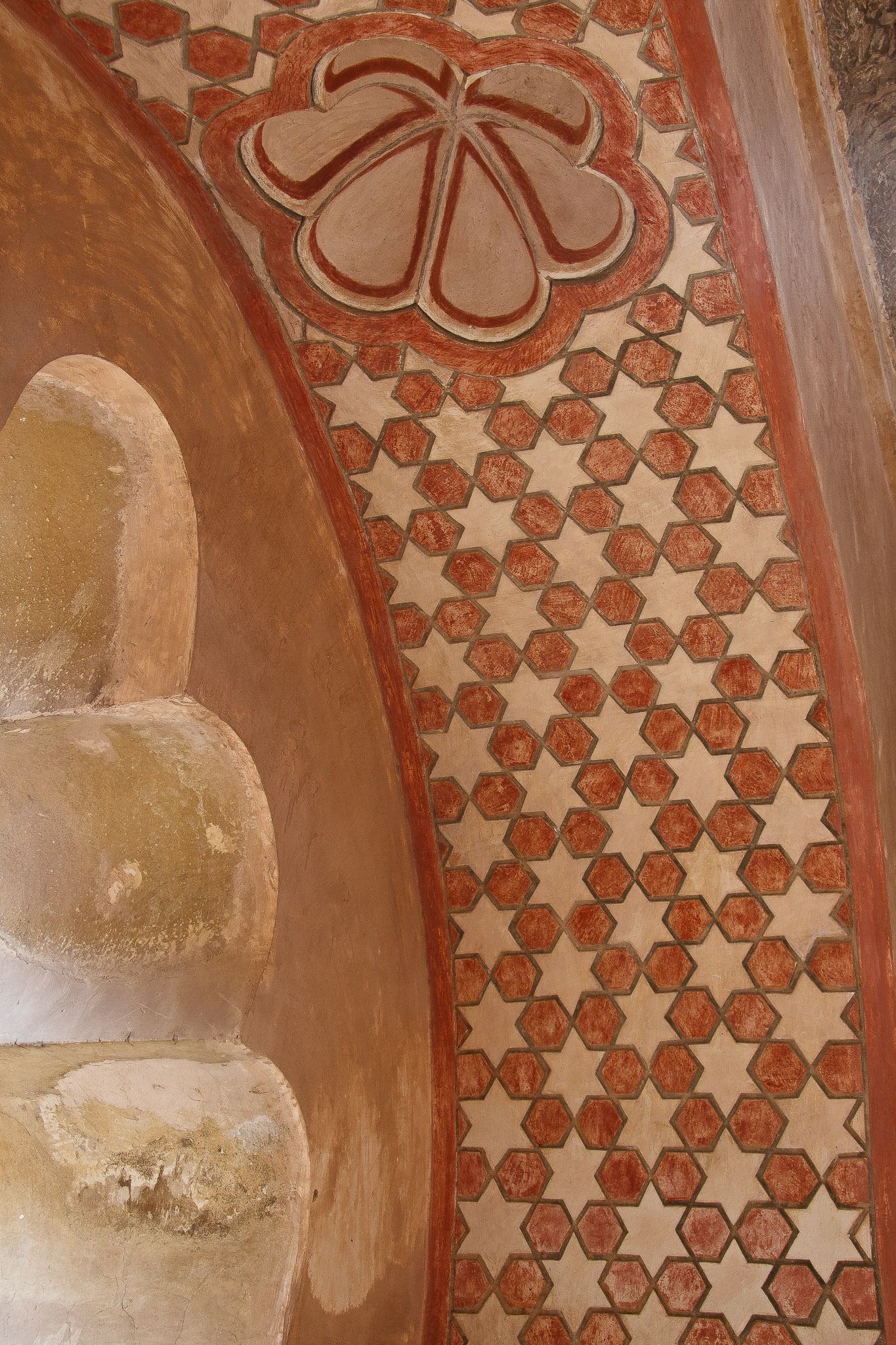
تزئینات روی طاق‌های اطراف لبه داخلی آلاچیق
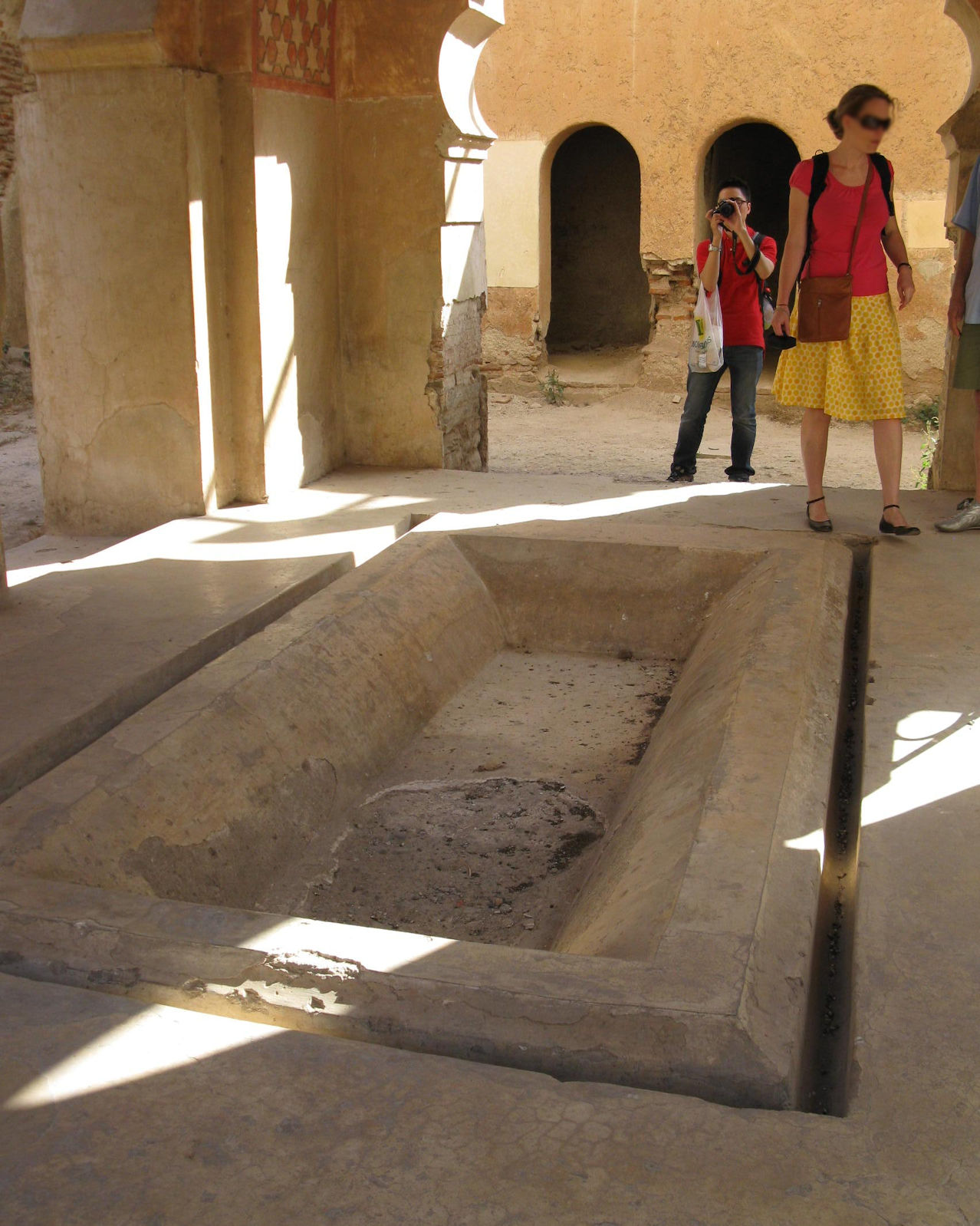
حوض آب زیر گنبد؛ حوض توسط یک ترانشه نازک احاطه شده‌است که در آن آب ریخته می‌شود